# Sigurd Ring
Sigurd Ring (norrønt: Sigurðr Hringr, i nogle kilder blot kaldet Hringr) var en sagnkonge af svearne som nævnes i mange af de nordiske sagaer. Ifølge disse kilder blev han sat ind som regent over Sverige som vasalkonge under sin onkel Harald Hildetand. Senere gjorde han oprør mod sin onkel Harald i et forsøg på at smide ham af tronen og overtage kronen af Danmark. Denne konflikt endte Sigurd med at vinde efter det legendariske Slaget ved Bråvalla, hvor sagaerne beretter, at Odin brød ind og slog Harald ihjel.

I disse sagafortællinger er Sigurd også kendt for at være far til vikingehelten og sagnkongen over Danmark og Sverige, Ragnar Lodbrog. Ifølge Bósa saga ok Herrauds, var der engang en saga om Sigurd RIng, men den er gået tabt. 